# عشق تو نمی‌میرد
عشق تو نمی‌میرد عنوان ترانه مشهوری است از علیرضا طبایی که برای اولین بار در ابتدای دهه ۱۳۵۰ خورشیدی توسط عارف اجرا شد.

## تاریخچه
ترانه عشق تو نمی‌میرد در ابتدای دهه ۱۳۵۰ خورشیدی توسط علیرضا طبایی سروده شد و با آهنگی از جمشید زندی توسط عارف به اجرا درآمد. عشق تو نمی‌میرد توانست در مدت زمان کوتاهی به محبوبیت چشمگیری دست یابد و به عنوان یکی از ماندگارترین ترانه‌های فارسی شناخته شود.
در سال ۱۳۷۲ (۱۹۹۳ میلادی) عارف مجدداً این ترانه را با تغییراتی اندک و تنظیم عبدی یمینی اجرا کرد.

## مشهورترین اجراها
ترانه عشق تو نمی‌میرد به عنوان یکی از برجسته‌ترین ترانه‌های موسیقی پاپ فارسی همواره مورد توجه خوانندگان و آهنگسازان مختلف قرار گرفته و اجراهای متعددی از آن ارائه شده است. از جمله مشهورترین آن‌ها می‌توان به اجرای این ترانه در فیلم میم مثل مادر و نیز اجرای سروش تهرانی در فینال اولین دوره آکادمی موسیقی گوگوش اشاره کرد.
در آیین نکوداشت نیم قرن فعالیت ادبی علیرضا طبایی که اسفندماه ۱۳۸۷ در خانه هنرمندان ایران برگزار شد، اکبر آزاد با همراهی ساز پیانوی پسرش،  ترانه عشق تو نمی‌میرد را اجرا کرد.

## اعتراض ترانه‌سرا

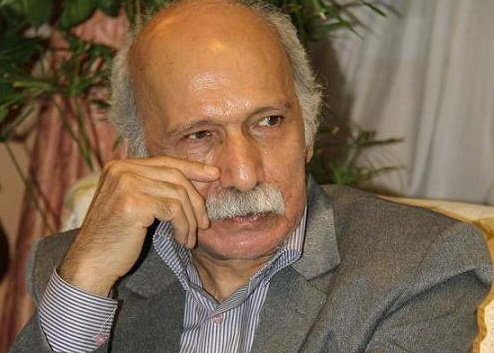
علیرضا طبایی ترانه‌سرای عشق تو نمی‌میرد

اجرای مثله شده ترانه عشق تو نمی‌میرد در فیلم میم مثل مادر با اعتراض علیرضا طبایی مواجه شد. وی در گفت‌وگو با خبرگزاری ایسنا با انتقاد از حذف بخشی از ترانه در اجرای مربوط به این فیلم، خواهان پاسخگویی کارگردان و تهیه‌کننده فیلم میم مثل مادر نسبت به استفاده بدون مجوز از ترانه عشق تو نمی‌میرد شد.

## متن ترانه
بگذر ز من ای آشنا چون از تو من، دیگر گذشتم
دیگر تو هم بیگانه شو چون دیگران با سرگذشتم
می‌خواهم عشقت در دل بمیرد
می‌خواهم تا دیگر، در سر، یادت پایان گیرد
بگذر ز من ای آشنا چون از تو من، دیگر گذشتم
دیگر تو هم بیگانه شو چون دیگران با سرگذشتم
کوته کنم این قصه بیهوده را
کی عشق تو، سازد رها، جان مرا
هر عشقی می‌میرد، خاموشی می‌گیرد، عشق تو نمی‌میرد
باور کن بعد از تو، دیگری در قلبم، جایت را نمی‌گیرد
بگذر ز من ای آشنا…